# Fonds mondial pour la nature - France
Le WWF France est la section française du Fonds mondial pour la nature (World Wide Fund for Nature), créée en 1973. C'est une fondation reconnue d'utilité publique. 
Elle est présidée depuis 2024 par Alexandra Palt, et dirigée par Véronique Andrieux, directrice exécutive depuis 2019. Isabelle Autissier, ancienne présidente est présidente d'honneur.
Le WWF France est une des principales associations environnementales aux côtés de Greenpeace et des Amis de la Terre.
Le WWF France mène des actions pour sauvegarder les écosystèmes et leurs espèces, assurer la promotion de modes de vie durables, favoriser une transition énergétique plus respectueuse de l’environnement, et accompagner les entreprises dans la réduction de leur empreinte écologique.

## Histoire
La WWF France est créé en 1973. En 2004, la Fondation WWF est reconnue d’utilité publique.
Dans les années 1990 et jusqu'en 2017, WWF France a son siège dans le domaine du château de Longchamp (bois de Boulogne). Début 2018, la fondation inaugure ses nouveaux locaux au Pré-Saint-Gervais, au sein d'une ancienne usine de mobylettes réhabilitée en haute qualité environnementale.
En décembre 2009, la navigatrice et vice-présidente du Grenelle de la mer, Isabelle Autissier, est élue présidente du WWF France. En septembre 2012, Serge Orru quitte ses fonctions de directeur exécutif et est remplacé le 4 février 2013, par Philippe Germa.
À la suite d'un conflit entre le directeur général Serge Orru et les salariés qui lui reprochent notamment sa manière de gérer la fondation et ses ambitions politiques, ce dernier quitte ses fonctions en septembre 2012,,. Philippe Germa, docteur en économie et ancien conseiller auprès du ministre de l’Environnement Brice Lalonde, lui succède en février 2013. En 2012 et 2013, le bilan économique de WWF France affiche un déficit d'1,3 million d'euros. En 2014, le bilan social dressé par les salariés est mauvais avec de nombreux départs et arrêts maladie, ainsi qu'une dizaine de procédures en cours devant les prud'hommes, la cour d'appel ou le tribunal administratif de Paris. Cependant, Philippe Germa décède en août 2015 lors d'une plongée en Polynésie française. Pascal Canfin, ancien ministre et député européen EELV, lui succède début janvier 2016. Ayant rejoint la liste La République en marche dans le cadre des élections européennes du 26 mai 2019, il quitte ses fonctions de directeur général le 25 mars 2019. À la suite de son départ, Véronique Andrieux, ancienne responsable d'Oxfam et d'Action contre la faim, prend finalement la direction de WWF France en juin 2019.
En 2024, le budget du WWF France s’élève à 42 millions d’euros. Le WWF France compte 220 000 donateurs et emploie 129 personnes dans son siège au Pré-Saint-Gervais et trois bureaux décentralisés (Marseille, Nouvelle-Calédonie et Guyane) . Alexandra Palt, ancienne directrice RSE de l'Oréal est nommée présidente du WWF France le 18 juin 2024. Elle succède à Antoine Housset,.
Dans l'entre-deux-tours de l'élection présidentielle de 2017 qui oppose Marine Le Pen et Emmanuel Macron, le WWF appelle implicitement dans une tribune avec soixante autres associations à faire barrage à la candidate FN.

## Gouvernance
Le WWF France compte à ce jour deux principales entités juridiques :
- La Fondation WWF, reconnue d’utilité publique, gère l’ensemble des programmes de protection de l’environnement. Elle est dirigée par huit administrateurs et trois membres de droit des ministères[20].
- La société Panda EURL, créée en 1992, est une entreprise dont l'objet est « de promouvoir et de communiquer toutes activités se rapportant à la protection de l’environnement ». Ses revenus et ressources proviennent de produits sous licence, de la vente par correspondance et des produits d’édition[3].

Quand le WWF France avait son siège au domaine de Longchamp, dans le bois de Boulogne, la SAS Domaine de Longchamp Société gérait cette concession, d'une superficie de 3 hectares. Celle-ci a été résiliée en 2015, à la suite de l'adoption par le Conseil de Paris du projet pour Longchamp présenté par la Fondation GoodPlanet, ce qui conduit à la liquidation de la SAS le 1er janvier 2016.

## Campagnes notables

### Creative Awards by Saxoprint
En juillet 2015, le WWF France et Saxoprint lance la première édition des « Creative Awards by Saxoprint », présidée par Yann Arthus-Bertrand, un concours de publicité adressé aux créatifs qui vise à concevoir la prochaine campagne de sensibilisation du WWF France dédiée aux 18-25 ans autour du dérèglement climatique. 
La campagne gagnante, baptisée « Pandarévolution » et signée de Pierre Gaudouin et Céline Lentz, parodie le célèbre tableau La Liberté guidant le peuple d’Eugène Delacroix (1830). La figure de Marianne est remplacée par un Panda symbolisant WWF et guidant le « peuple vers cette révolution écologique inévitable ». Avec pour phrase d’accroche « Pour tout changer, nous avons besoin de tous », la campagne met en scène une révolution incarnée par les 18-25 ans. La campagne, diffusée du 6 au 12 juillet 2015 sur les quais du réseau parisien Métrobus en format 4 × 3, est suivie d’une campagne presse entre septembre et novembre de la même année.
Pour la seconde édition, qui se déroule le 15 juin 2016, le concours aborde le thème de la protection des océans et la biodiversité marine. Cette édition a récompensé la campagne « Bateau Balle » de Jean-Philippe Barray et Pierre Digommet, sensibilisant aux impacts de la pêche illégale sur l’avenir de nos océans.

### La campagne3 200tigres
En 2010, le WWF France lance, avec la participation de Yannick Noah, une campagne destinée à « interpeller l’opinion publique sur la situation du tigre, dont 95 % de la population a disparu au cours du XXe siècle ». Elle est accompagnée d’un spot TV mettant en scène Yannick Noah, et d’un site internet, où figure une pétition.
Cette campagne, lancée à l’échelle mondiale, vise à sauver les 3 200 tigres vivants encore en liberté en collectant un maximum de signatures pour faire pression sur les chefs d'État des treize pays dits « du tigre » (Bangladesh, Bhoutan, Birmanie, Cambodge, Chine, Inde, Indonésie, Laos, Malaisie, Népal, Russie, Thaïlande et Vietnam).

### «Oui au bio dans ma cantine»
En décembre 2010, WWF France lance la campagne « Oui au bio dans ma cantine », qui vise à sensibiliser les parents et les municipalités sur l’introduction du bio dans la restauration collective et atteindre ainsi l’objectif de 20 % de bio dans les cantines en 2012 fixé lors du Grenelle de l’environnement. L’objectif de la campagne est de démontrer aux collectivités que les produits bio ne coûtent pas plus cher, à travers un livret pédagogique donnant des astuces et exemples concrets. La campagne est soutenue par diverses personnalités telles que le Dr David Servan-Schreiber, la navigatrice Maud Fontenoy ou le réalisateur Jean-Paul Jaud, auteur d’un film sur le sujet (Nos enfants nous accuseront) .

## Activité de lobbying

### Auprès des institutions publiques françaises
Le WWF France est déclaré comme représentant d'intérêts auprès de la Haute Autorité pour la transparence de la vie publique. En 2019, il a déclaré à ce titre que les coûts annuels liés aux activités directes de représentation d'intérêts auprès des institutions publiques françaises sont compris entre 700 000 et 800 000 euros.

### Auprès des institutions de l'Union européenne
Le WWF France est inscrit au registre de transparence des représentants d'intérêts auprès de la Commission européenne. Il déclare en 2019 pour cette activité des dépenses d'un montant de 100 158 euros.

## Rapports et études

### Matières renouvelables et impact environnemental des entreprises françaises
En mai 2016, le WWF France publie une étude qui identifie, depuis 2010, seize matières premières renouvelables « dont les modes d’exploitation menacent directement ses 35 écorégions prioritaires ». Le rapport met en exergue 25 entreprises françaises qui détériorent le plus les écosystèmes. Parmi ces entreprises figurent prioritairement des acteurs de la grande distribution (Carrefour, Auchan, Casino, E.Leclerc, Les Mousquetaires et Système U) et 9 entreprises du CAC 40.

### Rapport Planète Vivante
Tous les deux ans, le WWF France publie un rapport dressant l'état de santé de la Planète. Lors de son édition de 2024, il révélait que les populations de vertébrés (poissons, oiseaux, mammifères, amphibiens et reptiles) ont chuté de 69 % entre 1970 et 2020.